# Habitat for Humanity

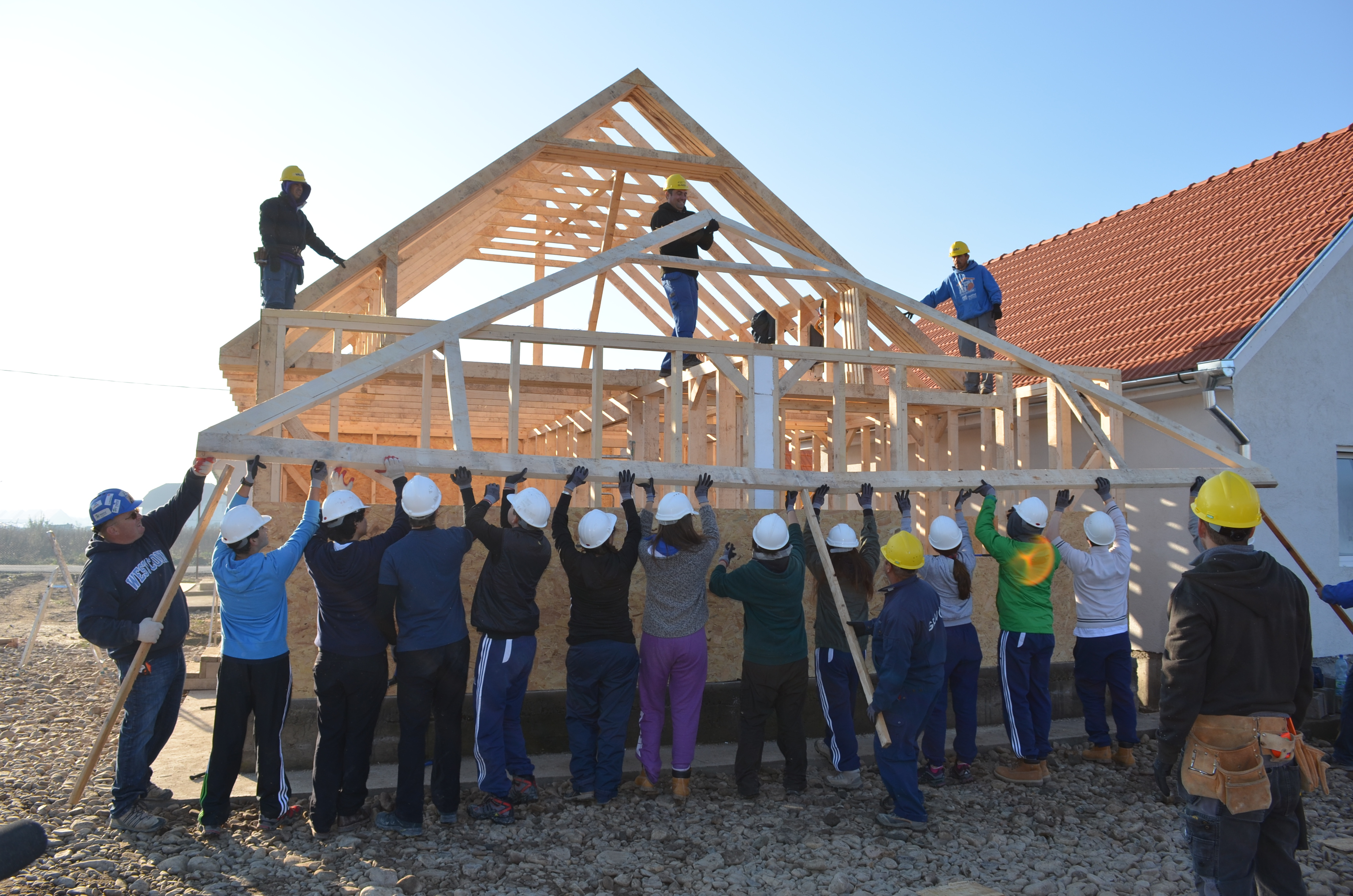
Habitat for Humanity Niemcy

Habitat for Humanity to pozarządowa, chrześcijańska, ekumeniczna, nie nastawiona na dochód organizacja dobroczynna działająca w 100 krajach świata. Pomaga niezamożnym rodzinom w zdobyciu własnego mieszkania.
Habitat oferuje program budowy prostych, solidnych i tanich mieszkań dla rodzin żyjących w trudnych warunkach mieszkaniowych. Organizuje proces budowy i jego finansowanie, kwalifikuje rodziny, pozyskuje wolontariuszy i sponsorów. W trakcie budowy większość prac wykonują przyszli mieszkańcy i wolontariusze. Rodziny wpłacają 10% ceny mieszkania przy rozpoczęciu budowy, a następnie spłacają swoje mieszkania w nieoprocentowanych ratach i tym samym  zasilają fundusz na kolejne inwestycje.
Habitat pomaga rodzinom, które:
- nie mają własnego mieszkania lub mieszkają w warunkach poniżej polskiego standardu mieszkaniowego,
- mają środki na spłatę kosztów mieszkania w nieoprocentowanych ratach,
- akceptują warunki działania Habitatu.

Rodzina musi przepracować minimum 500 godzin przy budowie domu.
Od momentu powstania organizacja pomogła ponad 3 milionom osób, budując ponad 800 tysięcy domów na całym świecie.

## Historia
Organizacja powstała w 1976 jako inicjatywa Millarda i Lindy Fuller. W roku 1984 w działania Habitatu zaangażowali się Jimmy Carter, były prezydent USA, wraz z żoną Rosalynn.
Pierwszy oddział Habitatu w Polsce powstał w 1992 roku w Gliwicach z inicjatywy obecnego dyrektora gliwickiej organizacji lokalnej Adama Króla. W 1994 roku rozpoczęła się budowa domów. Obecnie w Polsce działa biuro krajowe Habitat for Humanity Poland w Warszawie oraz organizacja stowarzyszona - Habitat for Humanity Gliwice.
Od momentu powstania organizacja w Polsce pomogła 212 rodzinom w stworzeniu godnego miejsca do życia.